# Směr psaní
Směr psaní je údaj vyjadřující pořadí znaků na psacím podkladu.
- v řádcích zleva doprava, nový řádek se klade pod předchozí – latinka, cyrilice, řecké písmo, etiopské písmo, indická písma, moderní čínské písmo
- v řádcích zprava doleva – hebrejské písmo, arabské písmo, archaická latinka
- ve sloupcích shora dolů, nový sloupec se klade vlevo od předchozího – tradiční čínské písmo
- text psaný jedním řádkem zleva doprava a druhým řádkem naopak se nazývá bustrofédon